# Larisa Bakurova
Larisa Angela Bakurova (en ukrainien : Лариса Анжела Бакурова) (chinois traditionnel : 李瑞莎 ; pinyin : Lǐ Ruìshā) née le 21 février 1985 à Odessa (Ukraine), est une actrice et mannequin taïwanaise d'origine ukrainienne.

## Biographie
De 3 à 15 ans, elle pratique la gymnastique rythmique et remporte de nombreuses compétitions nationales. À 18 ans, elle remporte le concours Miss Kiev.
En 2013, Bakurova obtient la citoyenneté taïwanaise. Elle épouse 
un ressortissant taïwanais en 2015  a de né naissance à une fille en 2016.

## Filmographie sélective

### Cinéma
- 2007 : Christine Robinson dans They Kiss Again
- 2010 : Angelina dans Don't Go Breaking My Heart de Johnnie To et Wai Ka-fai